# Highway Call
| Recensione | Giudizio |
| ---------- | -------- |
| AllMusic   |          |

Highway Call è l'album di debutto, come solista, del chitarrista e cantante rock statunitense Dickey Betts (l'album è a nome Richard Betts), pubblicato dalla Capricorn Records nell'agosto del 1974.

## Tracce

### LP
(1974, Capricorn Records, CP 0123)
Lato A (S40,711)
Testi e musiche di Richard Betts.
1. Long Time Gone – 4:26
2. Rain – 3:40
3. Highway Call – 4:26
4. Let Nature Sing – 5:02

Durata totale: 17:34
Lato B (S40,712)
Testi e musiche di Richard Betts, eccetto dove indicato.
1. Hand Picked (strumentale) – 14:16
2. Kissimmee Kid (strumentale) – 3:12 (Vassar Clements)

Durata totale: 17:28

## Musicisti
Long Time Gone
- Richard Betts – voce, dobro, chitarra solista
- Chuck Leavell – pianoforte
- David Walshaw – batteria, percussioni
- John Hughey – chitarra pedal steel
- Johnny Sandlin – basso, percussioni
- The Rambos (Buck, Dottie e Reba) e Stray Straton – cori di sottofondo
- Tommy Talton – chitarra acustica

Rain
- Richard Betts – voce, chitarra solista, chitarra acustica
- Chuck Leavell – pianoforte
- David Walshaw – batteria, percussioni
- Johnny Sandlin – basso, percussioni
- John Hughey – chitarra pedal steel
- The Rambos (Buck, Dottie e Reba) e Stray Straton – cori di sottofondo

Highway Call
- Richard Betts – voce, chitarra elettrica, chitarra acustica
- Chuck Leavell – pianoforte
- David Walshaw – batteria
- Stray Straton – basso, cori di sottofondo
- John Hughey – chitarra pedal steel
- Tommy Talton – chitarra acustica
- The Rambos (Buck, Dottie e Reba) – cori di sottofondo

Let Nature Sing
- Richard Betts – voce, chitarra acustica
- Chuck Leavell – pianoforte
- David Walshaw – batteria
- Walter Poindexter – dobro
- Oscar Underwood – mandolino
- Leon Poindexter – chitarra acustica
- John Hughey – chitarra pedal steel
- Vassar Clements – fiddle
- The Rambos (Buck, Dottie e Reba) e The Poindexter – cori di sottofondo
- Johnny Sandlin – basso

Hand Picked
- Richard Betts – chitarra solista
- Vassar Clements – fiddle
- John Hughey – chitarra pedal steel
- Chuck Leavell – pianoforte
- David Walshaw – batteria
- Stray Straton – basso
- Jeff Hanna – chitarra acustica

Kissimmee Kid
- Richard Betts – chitarra solista
- Vassar Clements – fiddle
- Chuck Leavell – pianoforte
- Stray Straton – basso
- David Walshaw – batteria
- Johnny Sandlin – chitarra acustica

### Produzione
- Johnny Sandlin e Richard Betts – produzione
- Registrazioni effettuate al Capricorn Sound Studios, Macon, Georgia
- Sam Whiteside – ingegnere delle registrazioni
- Carolyn Harriss – tecnico dei nastri
- Johnny Sandlin e Sam Whiteside, assistiti da Carolyn Harriss  – ingegneri remixaggio
- Remixaggi effettuati al Capricorn Sound Studios, Macon, Georgia
- Mastering effettuato da George Marino al Sterling Sound, New York
- Foto di The Poindexter di Sydney Smith (retrocopertina album originale)
- William Matthews (Pine, Colorado) – foto copertina frontale, grafica e design album originale[4]

## Classifiche
| Classifica (1974) | Posizione massima |
| ----------------- | ----------------- |
| Stati Uniti       | 19                |